# Ems-Occidental
Pour les articles homonymes, voir Ems (homonymie).
1811–1814
Entités précédentes :
- Royaume de Hollande :
- (Département de Drenthe)
- (Département de Groningue)

Entités suivantes :
- Royaume des Pays-Bas :
- (Province de Drenthe)
- (Province de Groningue)
- Royaume de Hanovre

L'Ems-Occidental est un ancien département français du Premier Empire, de 1811 à 1814, dont le chef-lieu était Groningue.
Il correspond aux provinces actuelles de Groningen et Drenthe, aux Pays-Bas.

## Histoire
Le département est créé le 1er janvier 1811, à la suite de l'annexion du royaume de Hollande le 9 juillet 1810, par le décret du 13 septembre 1810. Son nom vient du fleuve Ems. L'administration des Postes lui attribue le no 123 dans la liste des départements français de 1811.
Après la défaite de Napoléon en 1814, ce département est intégré dans le royaume des Pays-Bas, à l'exception du canton de Jemgum et la plupart de Weener, qui sont intégrés au royaume de Hanovre (actuellement en Basse-Saxe, Allemagne).

## Subdivisions
Le chef-lieu de l'Ems-Occidental était Groningue. Le département était subdivisé en quatre arrondissements :
- Arrondissement de Groningue
  - Cantons : Groningue (deux cantons), Hogerzand, Deleek et Zuidhorn
- Arrondissement d'Appingadam
  - Cantons : Appingadam, Loppersum, Middelstum et Winsum
- Arrondissement d'Assen
  - Cantons : Assen, Dalen, Hogeveen et Meppel
- Arrondissement de Winschoten
  - Cantons : Jemgum, Wedde, Weener et Winschoten

## Liste des préfets
| Période          | Période         | Identité                           | Fonction précédente                                                                         | Observation                                                                      |
| ---------------- | --------------- | ---------------------------------- | ------------------------------------------------------------------------------------------- | -------------------------------------------------------------------------------- |
| 13 décembre 1810 | 13 mars 1813    | Hendrik Ludolf Wichers             | landdrost de Groningue (précurseur du département de l'Ems-Occidental, royaume de Hollande) | (Baron de l'Empire) Devient membre du Conseil d'État du royaume uni des Pays-Bas |
| 13 mars 1813     | 9 décembre 1813 | Claude-Auguste Petit de Beauverger | Député de la Seine                                                                          | Nommé préfet du Lot                                                              |